# Petrowskoje (Kursk)
Petrowskoje (russisch Петровское) ist ein Dorf (derewnja) in der Oblast Kursk in Russland. Es gehört zum Rajon Kursk und zur Landgemeinde (selskoje posselenije) Bessedinski selsowjet.

## Geographie
Der Ort liegt gut 19 km Luftlinie östlich des Oblastverwaltungszentrums Kursk im südwestlichen Teil der Mittelrussischen Platte, 6 km vom Sitz des Dorfsowjet – Bessedino, 111 km vor Grenze zwischen Russland und der Ukraine, am Fluss Rat (rechter Nebenfluss des Seim).

### Klima
Das Klima im Ort ist wie im Rest des Rajons kalt und gemäßigt. Es gibt während des Jahres eine erhebliche Niederschlagsmenge. Dfb lautet die Klassifikation des Klimas nach Köppen und Geiger.

## Bevölkerungsentwicklung
| Jahr | Einwohner |
| ---- | --------- |
| 2002 | 252       |
| 2010 | ▼179      |

Anmerkung: Volkszählungsdaten

## Verkehr
Petrowskoje liegt 5 km vor Fernstraße föderaler Bedeutung R-298 (Kursk – Woronesch – R22 Kaspi; ein Teil der Europastraße E38), an den Straßen interkommunaler Bedeutung: 38N-530 (Otreschkowo – Petrowskoje – Bessedino), 38N-536 (Petrowskoje – 1. Pisklowo) und 38N-537 (Petrowskoje – Bolschoje Malzewo), 7,5 km vom nächsten Bahnhof Otreschkowo (Eisenbahnstrecke Kursk – 146 km) entfernt.
Der Ort liegt 120 km vom internationalen Flughafen von Belgorod entfernt.